# Irving Friedman
Irving „Izzy“ Friedman (* 25. Dezember 1903 in Linton (New Jersey); † 21. November 1981 in Los Angeles) war ein US-amerikanischer Jazzmusiker (Klarinette, Kornett, Saxophon, Arrangement, Komposition), der in späteren Jahren Studioorchester in der Filmindustrie Hollywoods organisierte.

## Leben
Izzy Friedman wuchs in New Jersey in einer aus Russland stammenden Familie auf. 1923 arbeitete er kurze Zeit in Chicago und hatte daneben Klarinetten-Unterricht bei einem Musiker des Chicago Symphony. In den 1920er-Jahren spielte er in New York in den Orchestern von Vincent Lopez, Isham Jones, Joe Candullo und Paul Whiteman, außerdem in dieser Zeit mit den Bands von Bix Beiderbecke, Eddie Lang, Joe Venuti und Frankie Trumbauer. Im Bereich des Jazz war er zwischen 1926 und 1930 an 67 Aufnahmesessions beteiligt.
1929 trat er mit Whiteman in dem Musikfilm Der Jazzkönig auf, was ihn veranlasste, ins Filmgeschäft zu wechseln.
Für die Filmstudios der Warner Brothers war Friedman in den frühen 1930er-Jahren als Geschäftsführer des Orchesters tätig; 1934 wurde er stellvertretender Leiter der Musikabteilung des Warner-Studios, bis er 1943 zu MGM wechselte. Nach Kriegsende arbeitete er  für das Eagle-Lion Studio; 1950 gründete er die Firma Primrose, die seine Musik und Klangeffekte vermarktete. Er komponierte Musik für Fernsehserien wie Father Knows Best, Dennis, Geschichten eines Lausbuben, Hazel, The Donna Reed Show, The Gene Autry Show und Captain Midnight. Außerdem war er zwischen 1945 und 1966 für über fünfzig Filmproduktionen als musikalischer Leiter verantwortlich. 1963 verkaufte er seine Firma.

## Filmografie (Auswahl)
Kinofilme
- 1947: Der parfümierte Killer (Railroaded!)
- 1947: Geheimagent T (T-Men)
- 1947: Der rote Teufel (The Red Stallion)
- 1948: Abenteuer auf Sizilien (Adventures of Casanova)
- 1948: Strick am Hals (The Noose Hans High)
- 1948: Flucht ohne Ausweg (Raw Deal)
- 1948: Fräulein Wildfang (Mickey)
- 1948: Rebellion im grauen Haus (Canon City)
- 1948: Silberkönig (Northwest Stampede)
- 1948: Der Mann mit der Narbe (Hollow Triumph)
- 1948: Geld oder Liebe (Let’s Live a Little)
- 1948: Schritte in der Nacht (He Walked By Night)
- 1949: Tulsa
- 1949: Raubkatze (The Big Cat)
- 1949: Guillotine (Reign of Terror)
- 1949: Die Menschenfalle (Trapped)
- 1949: Rauschgiftbrigade (Port of New York)
- 1950: Der Gangsterboß von Rocket City (The Underworld Story)
- 1951: Dem Satan singt man keine Lieder (The Prowler)
- 1952: Grausame Richter (For Men Only)
- 1964: Madame P. und ihre Mädchen (A House Is Not a Home)
- 1965: Die Welt der Jean Harlow (Harlow)
- 1965: Herkules und die Prinzessin von Troja (Hercules and the Princess of Troy)
- 1965: … denn keiner ist ohne Schuld (The Oscar)

Fernsehserien
- Im Wilden Westen (Death Valley Days) – fünf Folgen (1952)
- Captain Midnight – 39 Folgen (1954–1956)
- Vater ist der Beste (Father Knows Best) – 27 Folgen (1959–1960)
- Gesucht wird … (Manhunt) – 23 Folgen (1959–1961)
- Dennis, Geschichten eines Lausbuben (Dennis the Menace) – 146 Folgen (1959–1963)
- Shannon klärt auf (Shannon) – 25 Folgen (1961–1962)
- Hazel – 68 Folgen (1961–1963)
- Mutter ist die Allerbeste (The Donna Reed Show) – 74 Folgen (1961–1963)
- Empire – sieben Folgen (1962–1963)